# Kék varánusz
A kék varánusz (Varanus macraei) a varánuszfélék családjába tartozó, az Új-Guineától északnyugatra fekvő Batanta-szigeten őshonos, fákon élő gyíkfaj.

## Megjelenése
A kék varánusz hímjeinek teljes hossza átlagosan 1,1 m; a nőstények kb. 10 cm-rel rövidebbek. A hossz kétharmadát vékony, ágak köré tekerhető farka teszi ki. Végtagjai hosszúak és karcsúak, végükön erős karmokban végződő öt vékony, hosszú ujjal. Nyaka kb. a fejével megegyező hosszúságú. Törzse kissé lapított. Alapszíne fekete vagy sötétszürke, a hátán sorokba rendeződő, O alakú türkizkék foltokkal. Végtagjai is kékfoltosak. Orra hegye halványkék. Farka kék-szürke sávos. Hasa sötétszürkén pöttyözött szürkés vagy halványkék. Nyelve halványrózsaszín. 
A kék varánuszt csak 2001-ben ismerték el önálló fajnak, amikor egy revízió során a falakó varánuszok addig öt fajból álló csoportja (Varanus prasinus, V. beccarii, V. bogerti, V. keithhornei, V. telenesetes) három új fajjal (V. macraei, V. boehmei, V. reisingeri) bővült.  

## Elterjedése
Az Indonéziához tartozó Nyugat-Új-Guinea (Irian Jaya) északnyugati csücskénél fekvő, kb. 450 km²-es Batanta-szigeten őshonos, így valamennyi varánuszfaj közül neki van a legkisebb elterjedési területe.   

## Életmódja
A kék varánusz a sziget trópusi esőerdeinek fáin él, szinte minden idejét a lombok között tölti. Erős karmaival jól meg tud kapaszkodni a fák kérgén, farkával pedig – a kaméleonokhoz hasonlóan, bár azoktól eltérően vízszintes síkban tekerve – meg tud kapaszkodni az ágakban. Óvatos, ideges faj, a ragadozók elől felmenekül a fákra és mint a mókusok, igyekszik a fatörzsek a támadóval ellenkező oldalán maradni. Végszükség esetén hosszú farkával ostorszerűen megcsapkodja ellenfelét.
Természetes étrendje nem ismert, valószínűleg a többi fán lakó varánuszhoz hasonlóan főleg rovarokkal (botsáskással, sáskákkal, lepkékkel, bogarakkal), kisebb gyíkokkal, madártojásokkal táplálkozik, amelyeket időnként egy-egy gyümölccsel egészít ki.
Díszállatként is tartható, de csak tapasztalt terraristának ajánlott. Különösen a vadon befogott példányok hajlamosak a megijedésre és menekülési reakcióra, ilyenkor az üvegfalnak is nekiszalad. A terrárium nappali hőmérséklete 27–32 °C lehet és éjjel sem mehet 24 °C alá. Tücskökkel, csótányokkal, szöcskékkel táplálható, amit néha egy-egy egérrel egészítenek ki. Fogságban csak igen ritkán szaporodik.

## Természetvédelmi helyzete
A kék varánusz nem szerepel a Természetvédelmi Világszövetség Vörös listáján. Elsősorban az illegális díszállatkereskedelem veszélyezteti. 2003-2013 között becslések szerint kb. 2800 állatot exportáltak. 2015-ben egy kék varánusz ára Nyugat-Európában 800-1000 euró volt.   

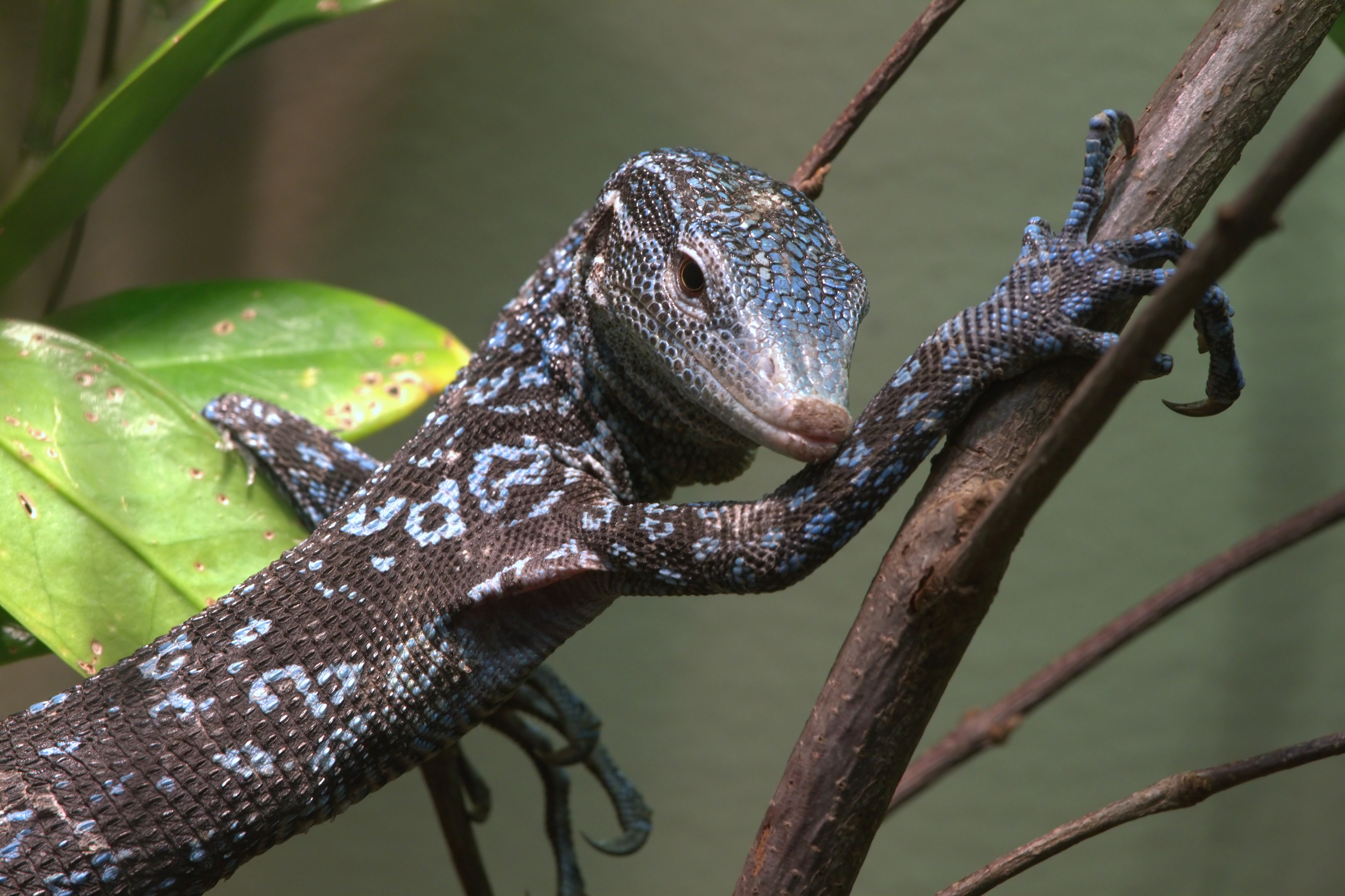
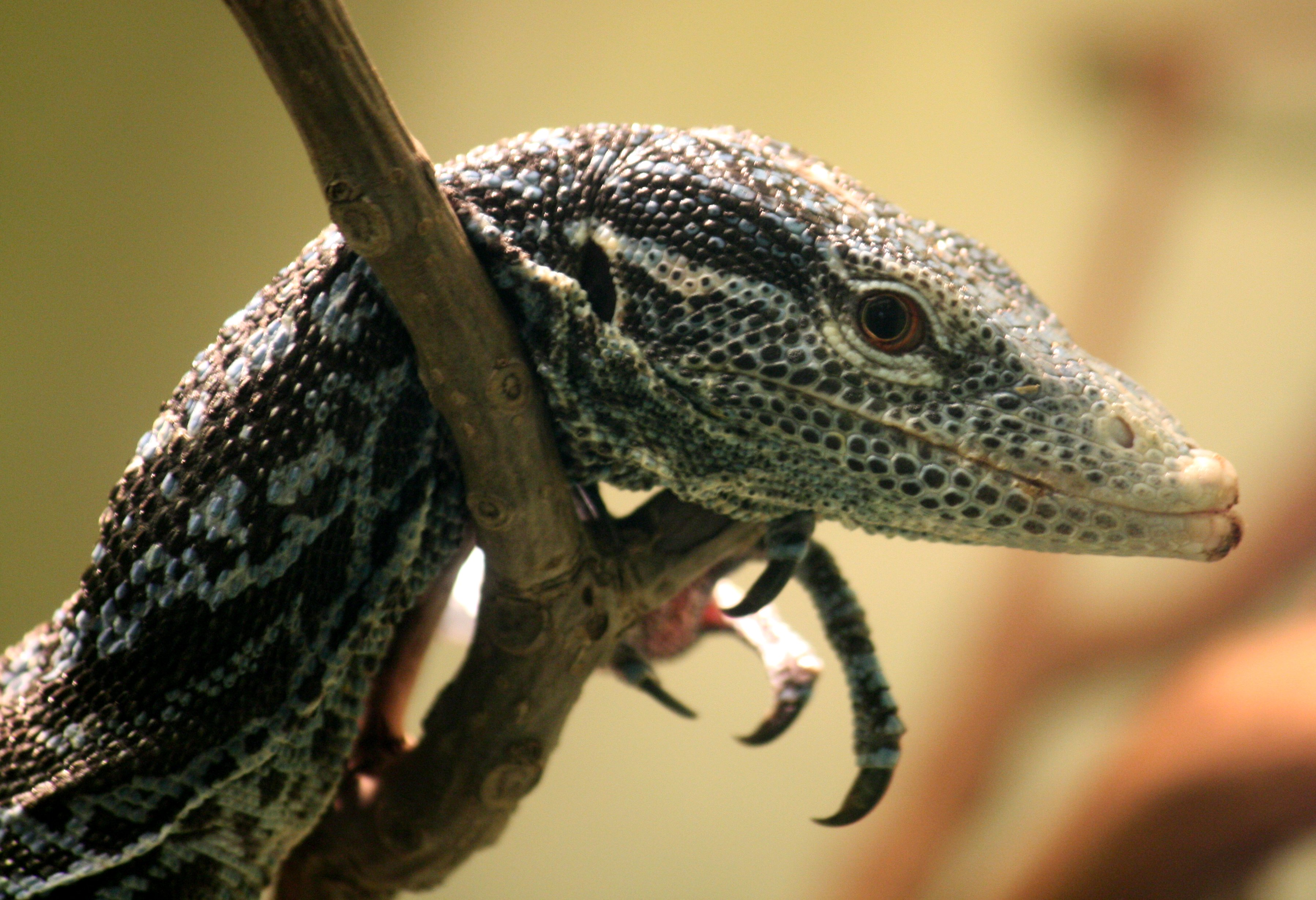
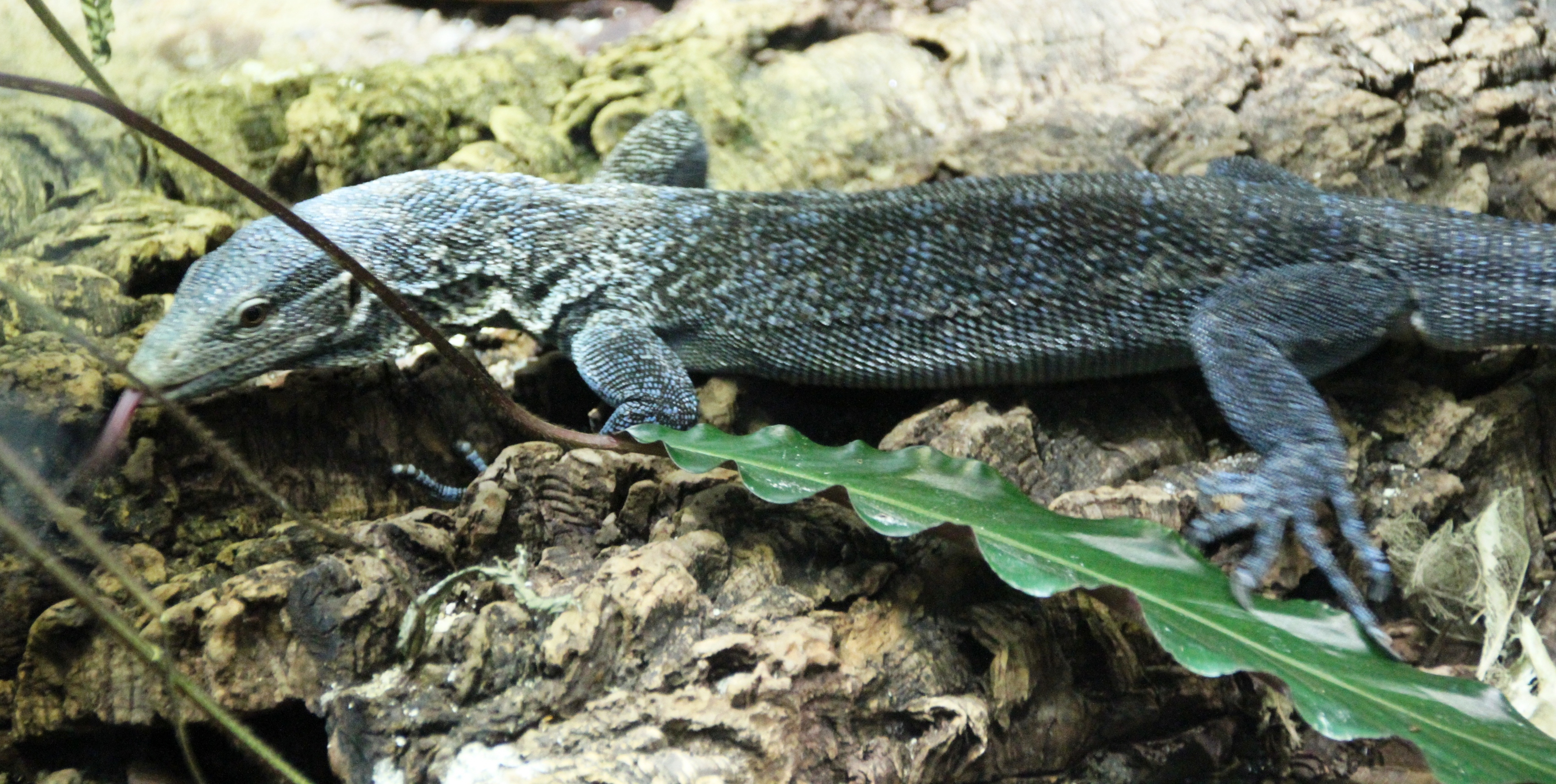
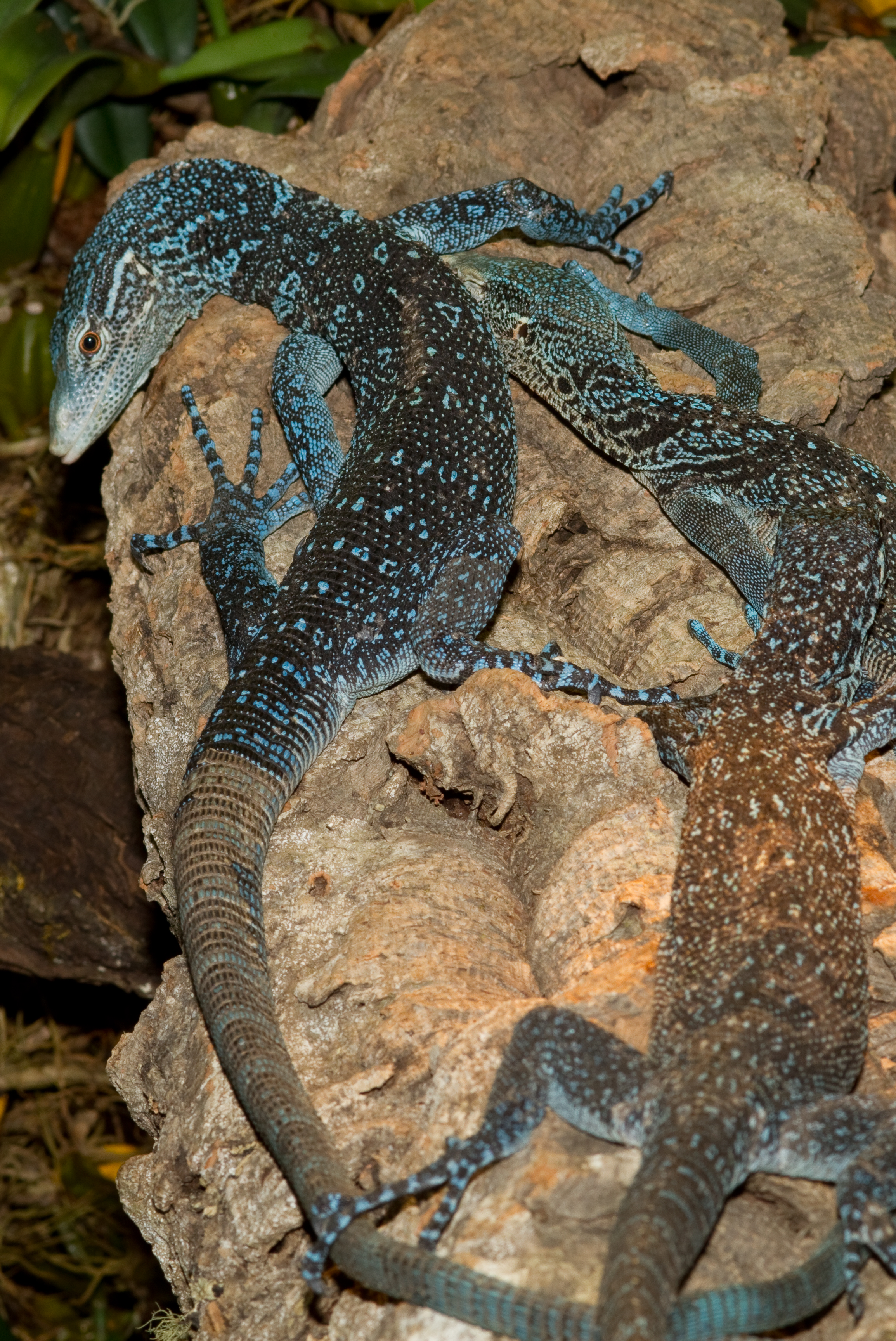